# Atak UPA na Bitków
Atak UPA na Bitków – atak na osiedle polskie (administracyjnie należące do wsi Bitków) położone w powiecie nadwórniańskim województwa stanisławowskiego dokonany 14 kwietnia 1944 roku przez oddział Ukraińskiej Powstańczej Armii (UPA). 
Polacy w Bitkowie mieszkali na osobnym osiedlu; wielu z nich pracowało w miejscowej kopalni ropy naftowej. Uzbrojona niemiecka bądź węgierska ochrona kopalni dawała poczucie bezpieczeństwa polskim mieszkańcom, zagrożonym czystką etniczną ze strony nacjonalistów ukraińskich. Część Polaków pracujących w kopalni także otrzymała broń jako ochrona.
W drugiej dekadzie kwietnia 1944 roku Niemcy opuścili Bitków wobec postępów ofensywy sowieckiej. UPA postanowiła wykorzystać chaos panujący w przyfrontowej strefie do ataku na Polaków. 14 kwietnia 1944 roku polskie osiedle w Bitkowie zaatakował 85-osobowy oddział UPA. Wcześniej odcięto miejscowość od świata: wysadzono mosty i odcięto łączność telefoniczną.
Według świadectw zebranych przez Stowarzyszenie Upamiętnienia Ofiar Zbrodni Ukraińskich Nacjonalistów we Wrocławiu uzbrojeni Polacy stawili skuteczny opór. Po kilku godzinach walki napastnicy wycofali się na odgłos strzałów, które w ich kierunku oddał oddział sowiecki, który dotarł w tym czasie do pobliskiego Pniowa. Według świadków w wyniku walki zginął jeden Polak. Następnego dnia oddział sowiecki wkroczył do Bitkowa. Komitet Ziem Wschodnich w swoim sprawozdaniu informował o 1 zabitym i 4 rannych Polakach.
Według sprawozdania UPA w trakcie tego napadu zginęło 100 Polaków i 40 „bolszewików”. Straty własne UPA miały wynieść 2 zabitych i 2 rannych.
W późniejszym czasie w wyniku pojedynczych napadów w różnych okolicznościach z rąk upowców zginęło 15 Polaków z Bitkowa.